# 梶原にき
梶原 にき（かじわら にき）は、日本の漫画家・イラストレーター。
1993年頃より同人誌で活動を始める。第4回コバルトイラスト大賞に佳作入選。線の細い日本画のような絵が特徴的。
イラストレーターとしては、コバルト文庫から刊行されている須賀しのぶや崎谷はるひらの作品を多く担当した。

## 作品リスト
- マドンナの片想い
- 月と水の夜
- 春の音
- 紅蓮の義経記（田村由美・碧也ぴんくらとの共著）
- 東亰異聞（全4巻、スペシャル版全2巻、原作：小野不由美）
- オヅヌ（既刊4巻、原作：朝松健）
- 鹿男あをによし（原作：万城目学）
- 猫本2（猫好き作家たちとの共著）